# Gerichtsbezirk Seletin
Der Gerichtsbezirk Seletin (rumänisch Seletin; ruthenisch:  Seletyn) war ein dem Bezirksgericht Seletin unterstehender Gerichtsbezirk im Herzogtum Bukowina. Der Gerichtsbezirk umfasste Gebiete im Westen der Bukowina bzw. im heutigen Rumänien. Das Gebiet wurde nach dem Ersten Weltkrieg Rumänien zugeschlagen und nach dem Zweiten Weltkrieg zwischen Rumänien und der Ukraine (Bzw. der Sowjetunion) geteilt.

## Geschichte
Im Zuge der Neuordnung des Gerichtswesen im Kaisertum Österreich waren im Juni 1849 die allgemeinen Grundzüge der Gerichtsverfassung in den Kronländern durch Kaiser Franz Joseph I. genehmigt worden. Hierauf ließ Justizminister Anton von Schmerling Pläne zur Organisierung des Gerichtswesens in der Bukowina ausarbeiten, die der Kaiser am 6. November 1850 per Verordnung ebenfalls genehmigte. Mit der Reorganisation ging die Abschaffung der landesfürstlichen Gerichte ebenso wie der Patrimonial-Gerichte einher, wobei Schmerling ursprünglich die Errichtung von 17 Bezirksgerichten plante und die Bukowina dem Oberlandesgericht Stanislau unterstellt werden sollte. Schließlich schufen die Behörden nur 15 Bezirksgerichte, die man dem Landesgericht Czernowitz bzw. dem Oberlandesgericht Lemberg zuordnete. Das Gebiet des späteren Gerichtsbezirks Seletin gehörte zunächst zum Gerichtsbezirk Radautz. 1886 wurden die drei Gemeinden Straza, Schipot und Seletin samt Gutsgebieten aus dem Gerichtsbezirk Radautz ausgeschieden und zum Gerichtsbezirk Seletin zusammengeschlossen. Die Verordnung wurde dabei per 1. Juni 1888 amtswirksam. Zusammen mit den Gerichtsbezirken Radautz und Solka bildete der Gerichtsbezirk Seletin in der Folge den Bezirk Radautz. Per 1. Oktober 1893 wurden jedoch der Gerichtsbezirk Solka aus dem Bezirk Radautz herausgelöst und mit dem Gerichtsbezirk Gurahumora zum Bezirk Gurahumora vereint, woraufhin der Bezirk Radautz nur noch aus den beiden Gerichtsbezirken Seletin und Radautz bestand.
Der Gerichtsbezirk beherbergte  1900 9.657 Einwohner, 1900 waren es 12.137 Von der Bevölkerung hatten 1900 5.890 Ruthenisch (88,2 %) als Umgangssprache angegeben, 3.394 Personen sprachen Rumänisch (9,5 %), 2.324 Deutsch (0,1 %) und 286 eine andere Sprache (2,1 %). Der Gerichtsbezirk umfasste 1900 eine Fläche von 962,29 km² und drei Gemeinden sowie zwei Gutsgebiete.
| Jahr | Ein- wohner | Deutsch- sprachige | Ruthenisch- sprachige | Rumänisch- sprachige | Anders- sprachige |
| ---- | ----------- | ------------------ | --------------------- | -------------------- | ----------------- |
| 1890 | 9.657       | 1.376              | 5.202                 | 2.738                | 105               |
| 1900 | 12.137      | 2.324              | 5.890                 | 3.394                | 286               |

## Gerichtssprengel
Der Gerichtsbezirk umfasste 1900 die drei Ortsgemeinden Schipoth (Șipot bzw. Szypit), Seletin (Seletin bzw. Seletyn) und Straza (Straja bzw. Straża) sowie die beiden Gutsgebiete Straza und Iswor (Isvor bzw. Izwor).